# Тафт, Гораций Даттон

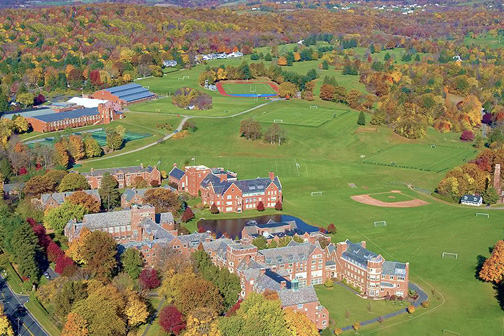
Школа Тафта

Гораций Даттон Тафт (англ. Horace Dutton Taft; 28 декабря 1861 — 28 января 1943) — американский педагог, основатель и директор частной школы, младший сын американского государственного деятеля и дипломата Альфонсо Тафта, младший брат 27-го президента США Уильяма Говарда Тафта.

## Биография
Родился в Цинциннати (штат Огайо). В 1883 году окончил Йельский университет. Член общества «Череп и кости». Изучал право  в Вене (1883-1884) и в Школе права Университета Цинциннати (1884-1885). В 1885 году принят в коллегию адвокатов штата Огайо. В 1885-1887 годах работал в юридической фирме своего отца. В 1887-1890 годах преподавал латынь в Йельском университете.
В 1890 году открыл подготовительную школу для мальчиков в округе Уэстчестер (штат Нью-Йорк). В 1893 году перевез школу в город Уотертаун (округ Личфилд, штат Коннектикут) в специально приобретенное здание эпохи Гражданской войны. В 1898 году называет школу своим именем. Оставался директором школы до 1936 года, но и после, вплоть до своей смерти, читал в школе курс по граждановедению:14-15.

## Признание
За деятельность на посту директора Тафт-школы Гораций Тафт неоднократно отмечен почетными званиями американских колледжей и университетов: доктор гуманитарных наук Уилльямс-колледжа (1920); доктор Юнион-колледжа (1924); доктор Дартмутского колледжа (1935); доктор Йельского университета (1936); доктор Амхерстского колледжа (1936); доктор Темпльского университета (1942).